# Club Almirante Brown

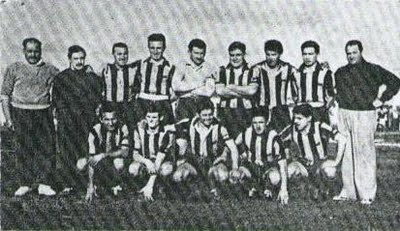
Team van 1956

Club Almirante Brown is een Argentijnse voetbalclub uit San Justo. De club degradeerde in 2014 uit de Primera B Nacional.